# Restes de les muralles de Boadella
Les Restes de les muralles de Boadella és una obra de Boadella i les Escaules (Alt Empordà) inclosa a l'Inventari del Patrimoni Arquitectònic de Catalunya.

## Descripció
Situades dins del nucli urbà de la població de Boadella, a l'extrem sud-oest del nucli antic de la vila, davant l'església de Santa Cecília.
Es tracta de les restes conservades de les antigues muralles que encerclaven el nucli medieval de Boadella. En concret es conserva un tram del parament situat davant de la façana principal de l'església. Es tracta d'un mur escapçat bastit amb pedres sense escairar i abundants còdols o rierencs, disposats en filades més o menys regulars, i lligats amb morter de calç. Presenta una única espitllera delimitada amb pedres desbastades, i diversos forats de bastida.

## Història
Boadella era un reduït grup de masies escampades fins que, entre els segles X-XI es va edificar el castell de Boadella. A poc a poc va convertir-se en un catalitzador de la població dels masos que cercava la protecció que oferia la fortificació. D'aquesta forma es va convertir en l'origen primitiu del nucli urbà de Boadella.
Durant els segles XIV-XV, en plena època feudal, es bastiren les muralles que protegien la població que s'anava aplegant entorn al castell, propietat, en indivís, de Pere Rocabertí i Ramon Vilamarí.
Durant l'any 1745 es va desmuntar part de al muralla per donar pas al Passeig del Portal.
Fins a l'any 1915 es conservava el portal d'entrada i sortida al recinte emmurallat. La portalada era feta amb grans dovelles i damunt seu es dreçava un altíssim mur, fet amb còdols de riu i coronat per quatre matacans.